# Bedrijventerrein Nieuw Overvecht
Bedrijventerrein Nieuw Overvecht (voor 8 maart 2012 Bedrijvengebied Overvecht.) is een gebied in Overvecht in Utrecht. In 2023 telde de buurt/subwijk 85 inwoners.

## Ligging
De subwijk wordt begrensd door de rivier de Vecht, de Zuilense Ring en de Franciscusdreef. Omliggende subwijken/buurten zijn Queeckhovenplein en omgeving, Zuilen-Noord, Tigris- en Bostondreef en omgeving en Amazone- en Nicaraguadreef en omgeving.

## Bijzonderheden
Het bedrijvengebied is ook bekend als de autoboulevard Overvecht, maar het bedrijventerrein heeft nu een algemeen karakter omdat veel autobedrijven verhuisd zijn naar het veel koopkrachtiger Leidsche Rijn. In de subwijk bevinden zich ook het sportcomplex de Vechtsebanen en de begraafplaats annex crematorium Daelwijck.
Amazone- en Nicaraguadreef en omgeving · Bedrijventerrein Nieuw Overvecht · Neckardreef en omgeving · Poldergebied Overvecht · Taag- en Rubicondreef en omgeving · Tigris- en Bostondreef en omgeving · Wolga- en Donaudreef en omgeving · Zamenhofdreef en omgeving · Zambesidreef en omgeving